# ニンファエウム

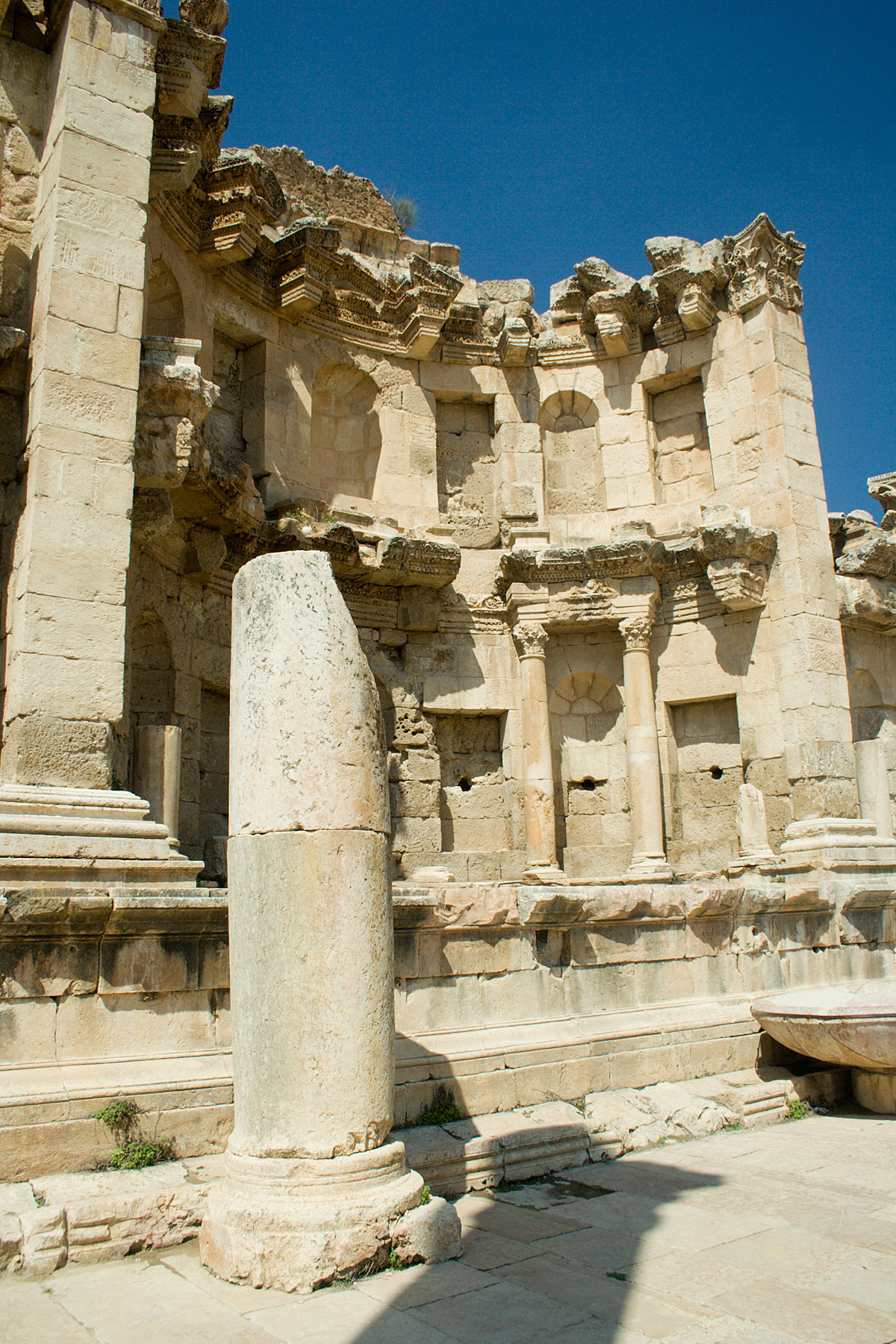
ジャラシュのニンファエウム

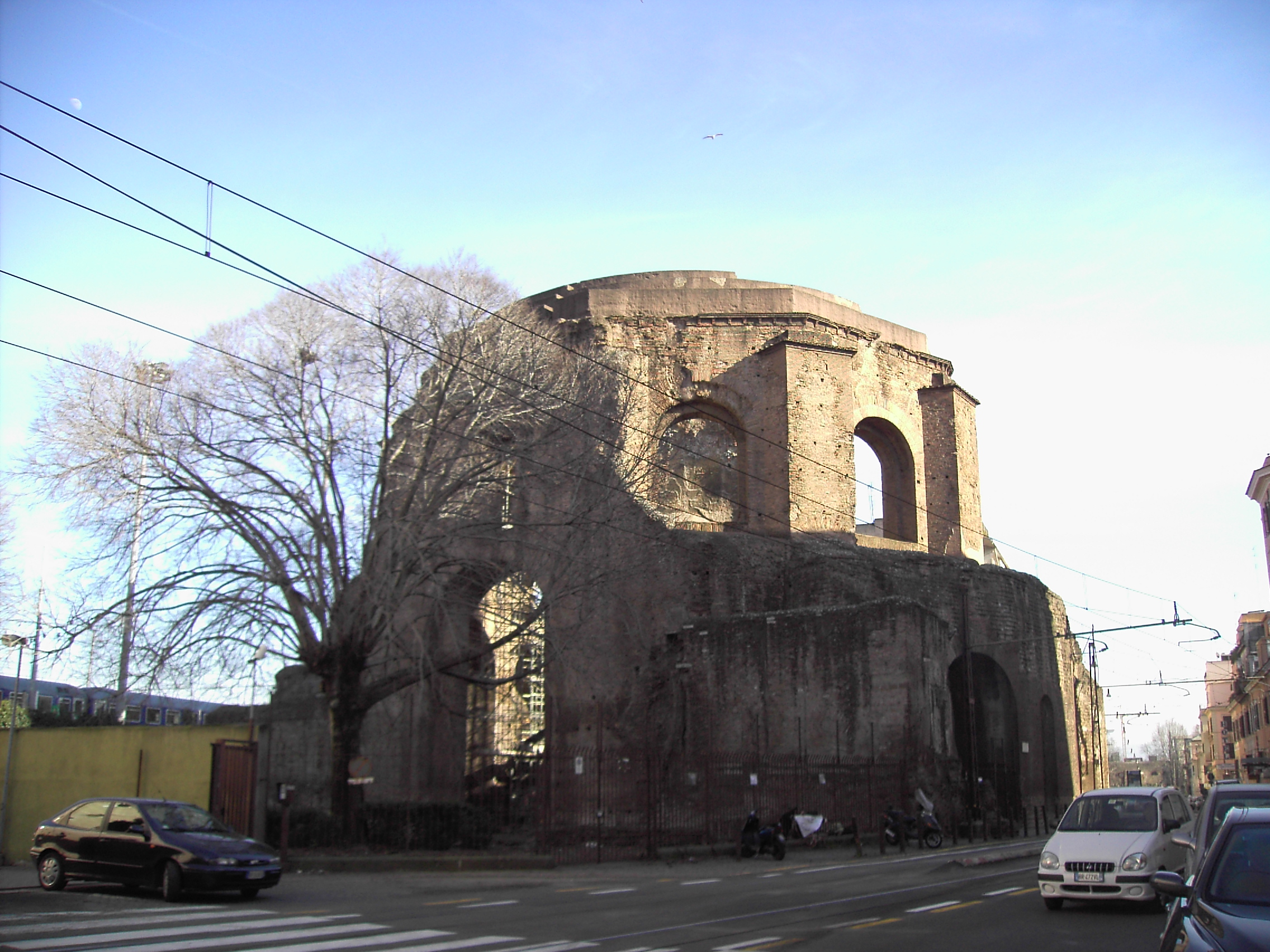
ローマのミネルウァ・メディカ神殿

ニンファエウム（ラテン語: nymphaeum）またはニンファイオン（古代ギリシア語: νυμφαῖον）は、古代ローマや古代ギリシアで泉の神ニンフ（ニュンペー）を祀る場所または神殿である。古くは自然の洞穴などをニンフ信仰に結びつけていたが、後に瀟洒な装飾を施した建物などが建てられるようになった。
初期のニンファエウムは、ジャラシュのもののように泉があった崖などを利用して、大理石などを用い前柱式の半円形の壁面を作り、壁面には神像などを安置する壁龕（ニッチ、英語: niche）を設け、最上部には半ドーム風の屋根を設けたような形状のものであった。この建物全体として巨大な壁龕と見ることもできる。後に、道路などに面して自立した半円形の建造物が建てられることもあった。
古代ローマ時代になると、ヘレニズム方面の建物から着想を得たと思われるロタンダ形状（円形の建物にドーム屋根）のものも建てられるようになる。建物内部に設けられた壁龕には神像や絵画が飾られ、内部の空間は信仰の場所として、あるいは集会所などとして使われることもあったと考えられる。

## ニンファエウムの例
- イタリア ローマのニンファエウム・アレクサンドリやミネルウァ・メディカ神殿。
- イタリア ポンペイ遺跡の大きな泉の家、小さな泉の家。
- ヨルダン ジャラシュの古代ローマ都市遺跡のニンファエウム。191年に建てられた
- トルコ Sideの古代ヘレニズム、ローマ都市遺跡のニンファエウム。自然の洞穴を用いている。
- トルコ ヒエラポリスのニンファエウム。
- イギリス ハドリアヌスの城壁付近のCoventinaのニンファエウム。